# Grapholita difficilana
Grapholita difficilana is een vlinder uit de familie van de bladrollers (Tortricidae). De wetenschappelijke naam werd in 1900 als Laspeyresia difficilana gepubliceerd door Thomas de Grey Walsingham. Het holotype werd in 1893 verzameld in de omgeving van Aleppo, toen nog onderdeel van het Ottomaanse Rijk.
De soort komt voor in Europa.